# 熊川悠司
熊川 悠司（くまがわ ゆうじ、1996年2月19日 - ）は、日本のリングアナウンサー。
山口県山口市湯田温泉出身。大日本プロレス所属。

## 経歴
- 明治大学を卒業後、2019年に大日本プロレスに入社。
- 同年の7月19日に幡ケ谷にて行われたイベント興行にてリングアナデビュー。
  - 2013年にゲストとして帯同していた今井良晴リングアナが死去して以降、新土裕二が業務を一人で担当していた分、喉を酷使していた為、新土のバックアップを募集していた。

## 人物
- ラブライバー[注 1]である。
  - 度々、自身のTwitterにラブライブの画像や[1]、沼津市を訪れた姿[2]を載せている。
  - 推しはμ'sが園田海未、Aqoursが桜内梨子・松浦果南、ニジガクが優木せつ菜。
- 他にもサクラ大戦・宝塚歌劇団雪組・サンフレッチェ広島を好んだり、『ウマ娘』にも手を出したりと、多趣味。